# Estrecho de Clarence (Territorio del Norte)
El Estrecho de Clarence (en inglés: Clarence Strait) es un cuerpo de agua en el norte de Australia, que separa la isla de Melville de la parte continental de Australia. Además, conecta el Golfo de Beagle, en el oeste hasta el Golfo de Van Diemen, en el este. Se trata de un territorio a aproximadamente 50 km (31 millas) al norte de la ciudad de Darwin. Administrativamente forma parte del Territorio del Norte.